# 小泉旋風
小泉旋風（こいずみせんぷう）とは、2001年（平成13年）の第19回参議院議員通常選挙、2005年（平成17年）の第44回衆議院議員総選挙で起こった、小泉純一郎率いる自民党圧倒的優位の世論でコートテール現象が起こって自民党が圧勝した選挙結果を表す言葉。「小泉ブーム」「小泉フィーバー」、「小泉ハリケーン」、「小泉タイフーン」、「小泉トルネード」とも呼ばれる。

## 選挙

### 2001年参議院選挙
前任の第2次森内閣 （改造）は、内閣総理大臣（自民党総裁）森喜朗の数々の失言やえひめ丸事故への対応の不手際から国民の支持を失っていた。
閉塞した政治・経済に国民の不満が高まる中、2001年自民党総裁選では「古い自民党をぶっ壊して政治経済の構造改革を行う」と「ワンイシュー」で分かりやすい発言をする小泉純一郎に人気が集まった。写真集が発売されるなど小泉の政治家らしからぬ容姿も、人気につながったと考えられる。この流れはその後も参議院選挙まで続き、漠然とした「小泉さんが日本の古い政治を変えてくれるかもしれない」という国民の期待を受けた。
選挙の結果、1人区では岩手県選挙区と三重県選挙区を除いた選挙区で自民党が勝利した。
その前哨戦2001年東京都議会議員選挙でも自民党圧勝、小泉政権発足直後で非常に高い支持率だったことからか、「小泉純一郎」や外務大臣田中眞紀子の名が書かれた無効票が大量に出た。

### 2005年衆議院選挙
小泉内閣の骨格である郵政民営化法案が参議院採決（郵政国会）で否決されたため、小泉は即座に衆議院解散（郵政解散）を行った。そして、郵政民営化に反対した自民党全議員に公認を与えず、空白となった選挙区に郵政民営化賛成派候補を擁立した（いわゆる刺客）。
この選挙の結果、大都市部で自民党が圧倒的勝利を収めた（逆1区現象）。
その背景として小選挙区制の特性が指摘され、かつて「党本部と総理官邸に権力が集中して、党に対して意見が言えないやつばっかりになる」として小選挙区制導入に反対していた小泉が、逆に一番恩恵を受けることになったとも評される。
例えば、東京都の小選挙区では東京18区の前民主党代表菅直人以外の民主党候補がすべて与党候補に敗れ、千葉県の小選挙区では千葉4区の野田佳彦以外の民主党候補がすべて与党候補に敗れ、神奈川県の小選挙区では民主党の議席がゼロという極端な数字になった（神奈川8区で自民・民主双方から距離を取っていた江田憲司が当選したため、神奈川県与党独占は阻止された）。
また、選挙に強いはずの前述の菅のみらず綿貫民輔や田中真紀子や横路孝弘などの野党大物候補も、当選するも2位の自民党候補に追いあげられ、苦戦を強いられた。
民主党は藤井裕久代表代行（2007年（平成19年）7月に比例南関東ブロック繰り上げ当選）や石井一副代表や中野寛成前衆院副議長や海江田万里元政調会長が落選したり、川端達夫幹事長や中井洽副代表が小選挙区落選（比例復活）したりするなど、民主党の大物政治家の苦戦の象徴となった。
比例区の東京ブロック・南関東ブロック・近畿ブロック・四国ブロックでは自民党重複候補の多くが当選し、比例名簿の下位順位の候補が議席が配分され、比例下位順位の当選者が13人も存在した。中でも、東京ブロックは自民の全比例候補が当選してもなお当選枠が回ったため、1議席が社民党に配分される事態にまでなった。